# 山森隆
山森 隆（やまもり たかし、安政5年9月24日（1858年10月30日） - 昭和4年（1929年）12月13日）は、政治家。衆議院議員（2期）、金沢市長（2期）。

## 経歴
加賀藩士の子として金沢に生まれる。1866年（慶応2年）に明倫堂に入り、その後、済々館、石川県変則中学、石川師範学校で学んだ。卒業後の、1875年（明治8年）から小学校訓導を務めた。1880年（明治13年）、金沢区会議員となり、やがて議長に選出された。1885年（明治18年）、石川県教育会議員、金沢区書記となった。
1893年（明治26年）に金沢市会議員、1898年（明治31年）に石川県会議員に選出された。また1896年（明治29年）には北陸商報という新聞を創刊している。
1902年（明治35年）、第7回衆議院議員総選挙に出馬し、当選。1904年（明治37年）の第9回衆議院議員総選挙で再選された。
1909年（明治42年）、金沢市長に選出され、2期務めた。